# Todas as Canções de Amor
Todas as Canções de Amor é um filme brasileiro do gênero romance de 2018. Dirigido por Joana Mariani, estrelado por Marina Ruy Barbosa, Bruno Gagliasso, Luíza Mariani e Júlio Andrade, o filme traz músicas para contar a história de dois casamentos.

## Sinopse
Chico (Bruno Gagliasso) e Ana (Marina Ruy Barbosa) são recém-casados e se mudam para um apartamento na cidade de São Paulo. Enquanto organizam a mudança, Ana encontra uma fita cassete e decide escutá-la. Tal fita trata-se de um mixtape criado por Clarisse (Luiza Mariani) vinte anos antes para seu marido, Daniel (Júlio Andrade). Os casais, mesmo estando distantes pelo tempo, têm muito em comum e a história ganha força com as canções.

## Elenco
- Júlio Andrade como Daniel
- Marina Ruy Barbosa como Ana
- Bruno Gagliasso como Chico
- Luíza Mariani como Clarisse

## Produção
O filme foi o primeiro longa-metragem ficcional de Joana Mariani. As canções presentes em todo o filme foram escolhidas por Maria Gadú. Quase todo o filme foi gravado apenas dentro de um apartamento com apenas quatro personagens.